# Manrode
Manrode is een plaats in de Duitse gemeente Borgentreich, deelstaat Noordrijn-Westfalen, en telt naar schatting iets minder dan 500 inwoners, tegen nog 650 inwoners in 2007. Het is een klein boerendorp in het oosten van de gemeente.